# Jeff Lowe
Jeff Lowe (Ogden, 13 settembre 1950 – Fort Collins, 24 agosto 2018) è stato un alpinista e imprenditore statunitense.

## Biografia
Lowe viene principalmente ricordato per i suoi primati nell'alpinismo, per aver inventato nuovi strumenti di arrampicata e per aver introdotto la moderna arrampicata su ghiaccio negli Stati Uniti. Ha fondato le società Latok Mountain Gear e Cloudwalker. Con Latok Mountain Gear, ha presentato la prima giacca in softshell al mondo. È stato ritratto mentre faceva ice cimbing sulla copertina dell'11 dicembre 1978 di Sports Illustrated. Ha lavorato per la Colorado Outward Bound School. Lowe è altresì ricordato per aver introdotto la disciplina dell'arrampicata su ghiaccio nei Winter X Games.
È noto per le sue scalate visionarie e per le prime ascensioni nelle Montagne Rocciose statunitensi e canadesi, nelle Alpi e nell'Himalaya. Era un sostenitore della filosofia dell'arrampicata in stile alpino. Lowe ha effettuato oltre 1000 prime ascensioni. Lowe è anche stato cofondatore dell'azienda Lowe Alpine insieme ai suoi fratelli Greg e Mike. Muore nel 2018 dopo una lunga battaglia contro una malattia neurodegenerativa che lo aveva immobilizzato su una sedia a rotelle per quasi vent'anni.

## Riconoscimenti
- Lowe ha ricevuto l'iscrizione onoraria all'American Alpine Club, il più alto riconoscimento del club, per i suoi successi in arrampicata e i contributi alla comunità degli alpinisti.
- È stato premiato come socio onorario nel British Alpine Club.
- Nel 2017 ha vinto il Piolet d'Or Lifetime Achievement Award.
- Lowe è il soggetto del documentario biografico del 2014 Metanoia, diretto da Jim Aikman.

## Principali ascensioni
- 1958 Grand Teton, Wyoming con il padre[1]
- 1971 Moonlight Buttress, Zion National Park, Utah, USA. FA con Mike Weis
- 1972 prima ascensione della parete occidentale del Grand Teton's con Greg Lowe
- 1973 Parete Nord, Wetterhorn Peak, San Juan Mountains, Colorado. con Paul Hogan[2]
- 1973 Northeast Corner, Keeler Needle, Sierra Nevada, California USA; con John Weiland[3]
- 1974 Bridal Veil Falls, Telluride, Colorado, con Mike Weis;[4][5]
- 1974 Green River Lake Dihedral, Squaretop, Wind River Range, Wyoming, USA - NCCS V F9, con Greg Lowe[6]
- 1975 Mount Kitchener's Grand Central Couloir con Mike Weis
- 1979 Ama Dablam, Nepal, in solitaria[7]
- 1980 Skyang Kangri, tentativo
- 1982 Parete Nord del Kwangde Ri, Nepal con David Breashears
- 1985 Bird Brain Boulevard, Ouray (Colorado)
- 1990 Trango (Nameless) Tower, via degli iugoslavi con Catherine Destivelle
- 1991 Metanoia, nuova via sulla parete Nord dell'Eiger aperta in solitaria senza chiodatura
- 1994 Octopussy, Vail (Colorado)

Il suo tentativo sulla parete nord del Latok I con Jim Donini, Michael Kennedy, e George Lowe nel 1978 è considerata da molti la più difficile ascesa non completata del mondo.

## Opere
- 1979 - J. Lowe, "The Ice Experience", Contemporary Books, ISBN 978-0809275120.
- 1986 - J. Lowe, "Climbing"
- 1996 - J. Lowe, "Ice World: Techniques and Experiences of Modern Ice Climbing", Mountaineers Books Seattle, ISBN 0-89886-446-1.
- 1997 - J. Lowe, "Alpine Ice: Jeff Lowe's Climbing Techniques", ASIN B002LEFBYS.
- 1996 - J. Lowe, "Waterfall Ice", Artic Wolf Ltd., ASIN B004XVF55M
- 2004 - J. Lowe, "Clean Walls", ASIN B00KQ0HRSC